# Intracardiale injectie

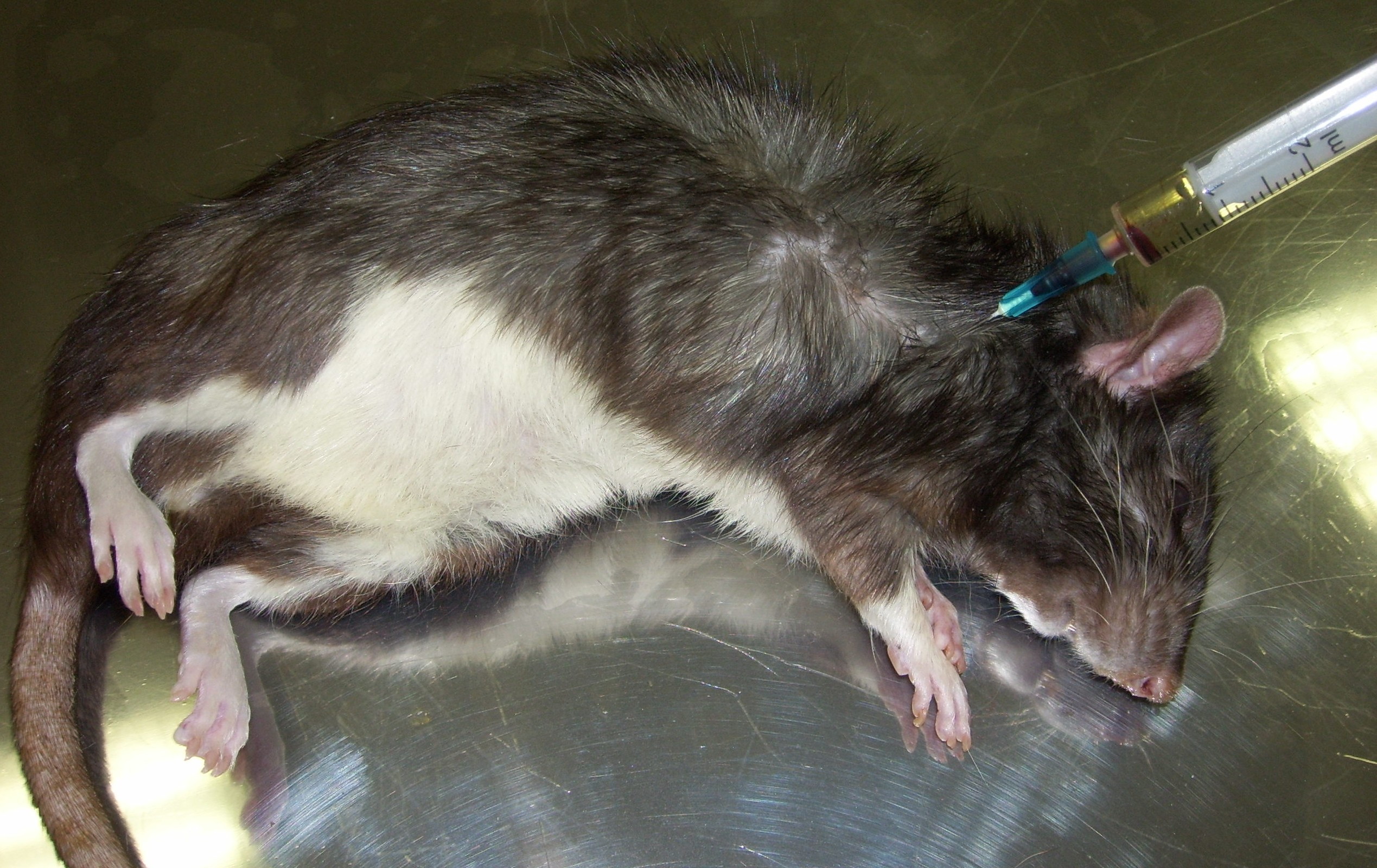
Intracardiale injectie bij een rat

Een intracardiale injectie is een injectie die rechtstreeks in het myocard of een ventrikel gespoten wordt. Deze vorm van injecteren komt alleen in noodsituaties voor, waarbij geen andere mogelijkheid tot injecteren is zoals intraveneus. Een intracardiale injectie wordt voornamelijk toegepast bij een hartstilstand.

## Toedienen
Het toedienen van een intracardiale injectie is vrij lastig, vanwege de grote kans op complicaties en vanwege de aanwezigheid van ribben. Voordat de injectie gegeven mag worden, moeten eerst de ribben gevoeld worden, zodat er tussen de ribben door geprikt kan worden. Vervolgens gaat de naald dwars door het pericard en epicard.
Het aanprikken van deze twee hartlagen gaat niet zonder risico's. Er kan hierdoor een harttamponnade ontstaan, waardoor de kans op overleving kleiner is. Het geven van een intracardiale injectie mag bij mensen alleen uitgevoerd worden door bepaalde medisch specialisten en ambulanceverpleegkundigen en bij dieren door een dierenarts.
epiduraal ·
intra-arterieel · 
intra-articulair ·
intra-ossaal ·
intracardiaal ·
intracutaan ·
intramusculair ·
intraveneus ·
spinaal ·
subcutaan